# هو یولان
هو یولان (انگلیسی: Hu Yulan؛ زادهٔ ) یک بازیکن تنیس روی میز اهل جمهوری خلق چین است. 
وی در مسابقات کشوری و بین‌المللی در مجموع برنده ۳ مدال طلا، ۲ مدال نقره، ۱ مدال برنز شده‌است.